# Cessna 400
O Cessna 400, agora chamado de TTx é uma aeronave de 4 lugares, monomotor de pistão com trem de pouso fixo e asa baixa, feita de material compósito e fabricado pela Cessna Aircraft Company. A aeronave foi originalmente produzida pela Columbia Aircraft com o nome de Columbia 400 até 2013 quando mudou o seu nome devido a aquisição da Columbia pela Cessna.
É atualmente a aeronave civil monomotor de pistão e trem de pouso fixo mais rápida do mundo, conseguindo atingir a velocidade de 235 nós (435 km/h) a uma altitude de 25.000 pés (7.600 m).